# Ron Jaworski
Ron Jaworski, właściwie Ronald Vincent Jaworski (ur. 23 marca 1951 w Lackawanna w stanie Nowy Jork) – były amerykański futbolista rozgrywający polskiego pochodzenia, obecnie analityk. Prezes Ron Jaworski Golf Management, Inc., zarządzającej polami golfowymi w południowym New Jersey, w północno-wschodniej Pensylwanii i Zachodniej Wirginii. Właściciel udziałów drużyny Arena Football League – Philadelphia Soul. Znany także jako Jaws (co jest skrótem od jego nazwiska, ale też oznacza po angielsku szczęki), został tak nazwany przez Doug Collins przed Super Bowl 1981. Gość specjalny VII SuperFinału PLFA 15 lipca 2012 na Stadionie Narodowym w Warszawie.

## Początki kariery
Po szkole średniej odrzucił propozycję profesjonalnego kontraktu z drużyna baseballową St. Louis Cardinals by rozpocząć studia na Youngstown State. Już wtedy był znany jako "The Polish Rifle" (polski karabin), lub "Polish Cannon" (polska armata).

## Kariera zawodowa
Wybrany w drafcie w 1973 w drugiej rundzie przez Los Angeles Rams, pierwotnie jako 3. rozgrywający w zespole. Po kontuzjach John Hadl i James Harris otrzymał więcej minut w 1975, doprowadzając Rams do play-off. W 1976 stracił rolę pierwszego rozgrywającego na rzecz Pat Haden. Członek Polsko-Amerykańskiej Narodowej Galerii Sław Sportu od 1991.

## Biznes
Właściciel udziałów drużyny Arena Football League – Philadelphia Soul, inwestor Elite League Football w Indiach. Właściciel "Valleybrook Country Club" w Blackwood, New Jersey i Running Deer Golf Club w Pittsgrove, New Jersey. Zarządza ponadto "RiverWinds Golf & Tennis Club" w West Deptford, New Jersey oraz "Edgewood in the Pines Golf Club" w Drums, Pensylwania.

## Telewizja
Analityk (tzw. color commentator) ESPN